# Ujedinjeni narodi
Ujedinjeni narodi (UN) je međuvladina organizacija koja ima za cilj održavanje međunarodnog mira i sigurnosti, razvijanje prijateljskih odnosa među narodima i ostvarivanje međunarodne suradnje. To je najveća i najpoznatija međunarodna organizacija na svijetu. Sjedište UN-a je na međunarodnom teritoriju u New Yorku, a ima i druge glavne urede u Ženevi, Nairobiju, Beču i Haagu. 
UN je osnovan nakon Drugog svjetskog rata s ciljem sprječavanja budućih ratova, nasljeđujući prilično neučinkovitu Ligu naroda. Dana 25. travnja 1945., 50 vlada sastalo se u San Franciscu na konferenciji i započelo izradu nacrta Povelje UN-a, koja je usvojena 25. lipnja 1945. i stupila na snagu 24. listopada 1945., kada je UN počeo s radom. Sukladno Povelji, ciljevi organizacije uključuju održavanje međunarodnog mira i sigurnosti, zaštitu ljudskih prava, isporuku humanitarne pomoći, promicanje održivog razvoja i pridržavanje međunarodnog prava. UN je pri svom osnivanju imao 51 državu članicu; s dodatkom Južnog Sudana 2011. godine, postoje 193 države članice, što predstavlja gotovo sve suverene države svijeta.
Misija organizacije očuvanja mira u svijetu bila je komplicirana u početku zbog Hladnog rata između Sjedinjenih Država i Sovjetskog Saveza i njihovih saveznika. Misije su se prvenstveno sastojale od nenaoružanih vojnih promatrača i lako naoružanih postrojbi s prvenstveno ulogom praćenja, izvješćivanja i izgradnje povjerenja. Članstvo u UN-u značajno je poraslo nakon raširene dekolonizacije koja je započela 1960-ih. Od tada je 80 bivših kolonija steklo neovisnost, uključujući 11 teritorija pod starateljstvom koje je nadziralo Starateljsko vijeće. Do 1970-ih, proračun UN-a za programe gospodarskog i društvenog razvoja daleko je nadmašio njegovu potrošnju na očuvanje mira. Nakon završetka Hladnog rata, UN je promijenio i proširio svoje terenske operacije, poduzimajući širok raspon složenih zadataka. 
UN ima šest glavnih organa: Opću skupštinu; Vijeće sigurnosti; Ekonomsko i socijalno vijeće (ECOSOC); Starateljsko vijeće; Međunarodni sud pravde; i Tajništvo UN-a. Sustav UN-a uključuje mnoštvo specijaliziranih agencija, fondova i programa kao što su Grupa Svjetske banke, Svjetska zdravstvena organizacija (WHO), Svjetski program za hranu (WFP), UNESCO i UNICEF. Osim toga, nevladinim se organizacijama može dodijeliti status savjetovanja s ECOSOC-om i drugim agencijama za sudjelovanje u radu UN-a. 
Glavni administrativni službenik UN-a je glavni tajnik, trenutno portugalski političar i diplomat António Guterres, koji je svoj prvi petogodišnji mandat započeo 1. siječnja 2017. i ponovno je izabran 8. lipnja 2021. Organizacija se financira procijenjenim i dobrovoljnim prilozima iz svojih država članica. UN, njegovi službenici i njegove agencije osvojili su mnoge Nobelove nagrade za mir, iako su ocjene njegove učinkovitosti bile različite. Neki vjeruju da je organizacija važna snaga za mir i ljudski razvoj, dok su je drugi nazvali neučinkovitom, pristranom ili korumpiranom. 

## Povijest djelovanja

### Prije 1941. godine
U stoljeću prije stvaranja UN-a osnovano je nekoliko međunarodnih organizacija kao što je Međunarodni odbor Crvenog križa kako bi se osigurala zaštita i pomoć žrtvama oružanih sukoba i razdora. Tijekom Prvog svjetskog rata, nekoliko velikih vođa, posebice američki predsjednik Woodrow Wilson, zalagali su se za svjetsko tijelo koje bi jamčilo mir. Pobjednici rata, saveznici, sastali su se kako bi dogovorili formalne mirovne uvjete na Pariškoj mirovnoj konferenciji. Liga naroda je odobrena i započela je s radom, ali SAD joj se nikad nije pridružio. Dana 10. siječnja 1920., Liga naroda je službeno nastala kada je stupio na snagu Pakt Lige naroda, koji su 1919. godine ratificirale 42 zemlje. Započela je s četiri stalne članice – Ujedinjenim Kraljevstvom, Francuskom, Italijom i Japanom.
Liga nije uspjela djelovati protiv japanske invazije na Mandžuriju 1933. godine. Četrdeset nacija glasalo je za povlačenje Japana iz Mandžurije, ali je Japan glasao protiv toga i izašao iz Lige umjesto da se povuče. Također Liga nije uspijela djelovati u Drugom talijansko-etiopskom ratu kada su propali pozivi na ekonomske sankcije protiv Italije. Italija i druge nacije napustile su Ligu. Kad je 1939. izbio Drugi svjetski rat, Liga je prestala postojati.

### Deklaracije tokom Drugog svjetskog rata (1941.–1945.)
Do kolovoza 1941. američki predsjednik Franklin Roosevelt i britanski premijer Winston Churchill izradili su nacrt Atlantske povelje kako bi definirali ciljeve za poslijeratni svijet. Na sastanku Međusavezničkog vijeća u Londonu, 24. rujna 1941., osam vlada u egzilu zemalja pod okupacijom sila Osovine, zajedno sa Sovjetskim Savezom i predstavnicima Slobodnih francuskih snaga, jednoglasno je prihvatilo privrženost zajedničkim načelima politike koju su postavile Ujedinjeno Kraljevstvo i Sjedinjene Američke Države.
Roosevelt, koji se smatra utemeljiteljem UN-a, skovao je izraz Ujedinjeni narodi da bi opisao savezničke zemlje. Tekst Deklaracije Ujedinjenih naroda (nije isto što i Povelja Ujedinjenih naroda) sastavili su 29. prosinca 1941. Roosevelt, Churchill i Rooseveltov pomoćnik Harry Hopkins. Jedna velika promjena u odnosu na Atlantsku povelju bio je dodatak odredbe o vjerskoj slobodi, koju je Staljin odobrio nakon što je Roosevelt inzistirao. Na Novu godinu 1942. predsjednik Roosevelt, premijer Churchill, Maxim Litvinov iz SSSR-a i T. V. Soong iz Kine potpisali su Deklaraciju, a sljedećeg su dana predstavnici dvadeset i dvije druge države nacije dodale svoje potpise. Da bi se pridružile, zemlje su morale potpisati Deklaraciju i objaviti rat silama Osovine.

### Osnivanje (1945.)
Do 1. ožujka 1945. još 21 država potpisala je Deklaraciju Ujedinjenih naroda. Nakon višemjesečnog planiranja, Konferencija UN-a o međunarodnim organizacijama otvorena je u San Franciscu 25. travnja 1945., na kojoj je sudjelovalo 50 vlada i niz nevladinih organizacija. Winston Churchill je poticao Roosevelta da Francuskoj vrati status velike sile nakon oslobođenja Pariza u kolovozu 1944. Izrada nacrta Povelje Ujedinjenih naroda dovršena je tijekom sljedeća dva mjeseca; potpisali su ga 26. lipnja 1945. predstavnici 50 zemalja. Jan Smuts je bio glavni autor nacrta.
UN je službeno nastao 24. listopada 1945. godine, nakon što je Povelju ratificiralo pet stalnih članica Vijeća sigurnosti - SAD, UK, Francuska, Sovjetski Savez i Republika Kina — te većina ostalih 46 potpisnika. Prvi sastanci Generalne skupštine, na kojoj je bila zastupljena 51 nacija, i Vijeća sigurnosti održani su u Londonu početkom siječnja 1946. Britanski diplomat Gladwyn Jebb bio je vršitelj dužnosti glavnog tajnika. Generalna skupština odabrala je New York kao mjesto za sjedište UN-a, izgradnja je započela 14. rujna 1948., a objekt je dovršen 9. listopada 1952. Njegovo je mjesto — poput zgrada sjedišta UN-a u Ženevi, Beču i Nairobiju — označeno kao međunarodni teritorij. Norveški ministar vanjskih poslova Trygve Lie izabran je za prvog glavnog tajnika UN-a.

### Hladni rat(1947.–1991.)
Iako je primarni mandat UN-a bio održavanje mira, podjela između SAD-a i SSSR-a često je paralizirala organizaciju, općenito dopuštajući joj da intervenira samo u sukobima udaljenim od Hladnog rata. Dvije značajne iznimke bile su rezolucija Vijeća sigurnosti od 7. srpnja 1950. kojom se ovlašćuje koalicija predvođena SAD-om da odbije sjevernokorejsku invaziju na Južnu Koreju, donesena u odsutnosti SSSR-a, i potpisivanje Korejskog sporazuma o primirju 27. srpnja 1953.
Dana 29. studenog 1947. Opća skupština odobrila je rezoluciju o podjeli Palestine, odobravajući stvaranje države Izrael. Dana 7. studenog 1956. uspostavljene su prve mirovne snage UN-a kako bi se okončala Sueska kriza; međutim, UN nije mogao intervenirati protiv istovremene invazije SSSR-a na Mađarsku nakon revolucije u toj zemlji. Dana 14. srpnja 1960. UN je uspostavio operaciju Ujedinjenih naroda u Kongu (UNOC), kako bi uveo red u odcijepljenu državu Katangu, vraćajući je pod kontrolu Demokratske Republike Kongo 11. svibnja 1964.
Dok je putovao kako bi se sastao s vođom pobunjenika Moiseom Tshombeom tijekom sukoba, Dag Hammarskjöld, često nazivan jednim od najuspješnijih glavnih tajnika UN-a, poginuo je u avionskoj nesreći; mjesec kasnije posmrtno mu je dodijeljena Nobelova nagrada za mir. Godine 1964., Hammarskjöldov nasljednik, U Thant, rasporedio je UN-ove mirovne snage na Cipru, koje će postati jedna od najdugovječnijih mirovnih misija UN-a.

### Poslije Hladnog rata (1991.– danas)
Između 1988. i 2000. broj usvojenih rezolucija Vijeća sigurnosti više se nego udvostručio, a proračun za mirovne misije povećao se više od deset puta. UN je pregovarao o okončanju Građanskog rata u Salvadoru, pokrenuo uspješnu mirovnu misiju u Namibiji i nadgledao demokratske izbore u Južnoj Africi nakon apartheida i Kambodži nakon Crvenih Kmera. Godine 1991. UN je odobrio koaliciju predvođenu SAD-om koja je odbila iračku invaziju na Kuvajt. Počevši od posljednjih desetljeća Hladnog rata, američki i europski kritičari UN-a osudili su organizaciju zbog lošeg upravljanja i korupcije.
Boutros Boutros-Ghali, glavni tajnik od 1992. do 1996., pokrenuo je reformu Tajništva, donekle smanjivši veličinu organizacije. Njegov nasljednik, Kofi Annan (1997. – 2006.), pokrenuo je daljnje reforme upravljanja suočen s prijetnjama SAD-a da će uskratiti svoje doprinose UN-u. Iako je Povelja UN-a prvenstveno napisana kako bi spriječila agresiju jedne nacije na drugu, početkom 1990-ih UN se suočio s brojnim istovremenim ozbiljnim krizama unutar nacija kao što su Somalija, Haiti, Mozambik i bivša Jugoslavija. Misija UN-a u Bosni se suočila sa "svjetskim ismijavanjem" zbog svoje neodlučne misije pred etničkim čišćenjem.Godine 1994. UN-ova misija pomoći Ruandi nije uspjela intervenirati u genocidu u Ruandi zbog neodlučnosti u Vijeću sigurnosti.
Rezolucija Vijeća sigurnosti Ujedinjenih naroda 1244 odobrila je NATO-vođene Kosovske snage počevši od 1999. Godine 2003. Sjedinjene Države izvršile su invaziju na Irak unatoč tome što nisu uspjele odobriti rezoluciju Vijeća sigurnosti UN-a, što je potaknulo novi krug preispitivanja učinkovitosti organizacije.
Godine 2010. organizacija je pretrpjela najveći gubitak života u svojoj povijesti, kada je u potresu na Haitiju poginuo 101 član. Djelujući prema Rezoluciji 1973 Vijeća sigurnosti Ujedinjenih naroda 2011. godine, zemlje NATO-a intervenirale su u Libijskom građanskom ratu. 

## Izgradnja sjedišta UN-a u New Yorku
Nakon osnivanja Ujedinjenih Naroda 24. listopada 1945. godine, Kongres SAD-a 11. prosinca 1945. godine službeno je pozvao Ujedinjene Narode da uspostave svoje sjedište na tlu Sjedinjenih Američkih Država. Privremeno sjedište ureda bilo je u prostorijama Hunter Collegea u Bronxu, New York. Prvo službeno sjedište Ujedinjenih Naroda bilo je na Long Islandu (preko puta Manhattana), New York, u dijelu velike tvornice žiroskopa kod gradića Lake Success. Ujedinjeni Narodi su odande djelovali od 1945. do 1952. godine.
Veliki broj američkih gradova je ubrzo ponudio da bude "prijestolnica svijeta", između ostalih Boston, Atlantic City, Chicago, Denver; Philadelphia; San Francisco, Miami; Cincinnati, New Orleans i St. Louis. Samo su s područja Nove Engleske pristigle čak 23 ponude.
U prosincu 1946. godine krupni kapitalist John D. Rockefeller Jr. ponudio je darovati šest blokova na Manhattanu u svrhu izgradnje zgrade za sjedište Ujedinjenih Naroda. Nakon samo četiri dana Glavna skupština Ujedinjenih Naroda prihvatila je tu ponudu, vrijednu 8,5 milijuna tadašnjih dolara (preko 120 milijuna USD, u vrijednosti iz 2020. godine), a 26. lipnja 1947. godine između Sjedinjenih Američkih Država i Ujedinjenih Naroda sklopljen je ugovor kojim je uređen posebni pravni status sjedišta UN na Manhattanu.
Već početkom 1947. godine u Rockefeller Centru u New Yorku počeo je raditi Odbor za dizajn kojega je sačinjavalo 10 međunarodnih arhitekata kojem je predsjedao znameniti američki arhitekt Wallace K. Harrison. U timu je sudjelovao veliki francuski arhitekt Le Corbusier, koji nije imao status jedinog autora, ali je kasnije tvrdio da je u suštini sjedište izgrađeno prema njegovom konceptu.
U proljeće 1951. godine dovršena je 39-katna zgrada tajništva, a zgrada za Generalnu skupštinu završena je 1952. godine. Godine 1961. donacijom Zaklade Ford sagrađena je na lokaciji sjedišta još i zgrada knjižnice.

## Način djelovanja i organizacija
Glavni organi UN-a su Opća skupština, Vijeće sigurnosti, Ekonomsko i socijalno vijeće, Međunarodni sud i Tajništvo. 
- Opća skupština UN-a ima najviše nadležnosti, raspravlja o svim pitanjima iz osnivačke povelje, odlučuje o sastavu svih organizacija, proračunu, primanju novih članica i imenovanju novog tajnika.

- Vijeće sigurnosti najvažnija je organizacija UN-a jer je odgovorno za očuvanje mira i sigurnosti u svijetu. Ima pet stalnih članica s pravom veta (SAD, Ujedinjeno Kraljevstvo, Francuska, Rusija i Kina) i deset nestalnih članica koje bira Opća skupština na dvije godine po regionalnom načelu. Za potrebe očuvanja mira u svijetu Vijeće sigurnosti raspolaže tvz. "plavim kacigama", koje uz oružane snage čine vojni i civilni promatrači.

- Ekonomsko i socijalno vijeće kao organ Opće skupštine usklađuje djelatnost UN-a i specijaliziranih organizacija koje djeluju na gospodarskim, socijalnim, kulturnim, humanitarnim, obrazovnim, zdravstvenim i drugim područjima.

- Međunarodni sud osnovan je 1945. godine osnivačkom poveljom UN-a. Djeluje u Haagu, a čini ga petnaest sudaca koje biraju Opća skupština i Vijeće sigurnosti, s mandatom od devet godina. Nadležan je za pitanja određena osnivačkom poveljom i za probleme koje mu predlože članice.

- Tajništvo brine o tekućem poslovanju UN-a, provodi političke odluke i program UN-a. Na čelu mu je glavni tajnik UN-a kojeg na pet godina bira Opća skupština. Dužnost glavnog tajnika 1. siječnja 2007. preuzeo je Ban Ki-moon iz Republike Koreje, od Kofija Annana. Zatim je 2017. godine tu dužnost preuzeo António Guterres.

## Službeni jezici i komunikacija
Službeni jezici Ujedinjenih naroda su: engleski, francuski, španjolski, ruski, mandarinski i arapski.
Radni jezici Vijeća sigurnosti su isključivo engleski i francuski. Njemački od 1972. godine uživa status "dokumentacijskog" jezika, te se sve odluke, akti, ugovori, sporazumi, izvješća i druga dokumentacija prevode i na njemački.

## Financiranje
Ujedinjeni Narodi financiraju se novcem kojeg svaka od članica uplati da bi bila dio UN-a (članarina) te preko dobrovoljnih priloga. Glavna skupština UN-a odobrava regularni proračun i odlučuje kolika je članarina svakoj od članica. Udio svake članice u proračunu određuje se prema posebnim ekonomskim mjerilima, a jedno od njih je BDP članice te prosječna primanja po građaninu.
Veliki dio UN-ovog proračuna koristi se za financiranje glavnih mirovnih misija te za sigurnost, a ovaj budžet je potpuno odvojen od središnjeg proračuna organizacije koji se koristi za strukturna pitanja i financiranje drugih agencije UN-a. Proračun za mirovne misije za 2015./2016. godinu iznosio je 8,27 milijarda dolara. Koristio se za financiranje ukupno 82 318 vojnika koji su raspoređeni u 15 misija diljem svijeta.
Posebni UN-ovi programi (pr. UNICEF, prehrambeni program) ne financiraju se iz središnjeg proračuna nego se u potpunosti financiraju dobrovoljnim prilozima koje uplate države ili građani.

## Vanjske poveznice
- Popis država članica
- Službene stranice Ujedinjenih naroda